# Catxo Ordeig
Josep Maria Ordeig i Casals más conocido como Catxo Ordeig (Sobremunt, Barcelona, 1 de septiembre de 1947) es un entrenador y exjugador español de hockey patines. Su hijo Mia Ordeig también fue jugador de hockey patines. 

## Trayectoria

### Jugador
Como jugador siempre defendió los colores del CP Volgregá, viviendo la época dorada del club, en la que gana dos Copas de Europa, dos ligas y tres copas españolas. También fue internacional con España, con la que gana un mundial.

### Entrenador
A nivel de clubes entrenó al CP Voltregà, CE Noia, Reus Deportiu y CP Vic.
Ordeig entró a formar parte del equipo técnico en la Real Federación de Hockey Patines en el período comprendido entre 1990 y 1993, en el que conquistó dos campeonatos de Europa juveniles.
Desde el año 2000 asumió la dirección de la selección española, ganando un europeo en el año 2000.
Después de ese título europeo llegaron otros dos de forma consecutiva, en Florencia y La Roche Sur Yon; y un Campeonato del Mundo ganado en San Juan en 2001.
En 2005, Ordeig asumió el cargo de director técnico de la RFEP y cedió el de seleccionador nacional a Carlos Feriche. Continuó como segundo entrenador hasta 2009.
En total logró seis Campeonatos de Europa y cinco Campeonatos del Mundo, tanto como primero como segundo entrenador.
Además de la dirección técnica, cargo que ostentó hasta el 2009, Ordeig también se hizo cargo de las secciones formativas de la RFEP. Conquistó tres Campeonatos del Mundo sub-20, siete Campeonatos de Europa de la misma categoría y nueve continentales sub-17. 
En el año 2014 se retira definitivamente de sus cometidos como entrenador.

## Palmarés selección masculina
- 2 Campeonatos del Mundo "A"   (2001, 2003)
- 3 Campeonatos de Europa (2000, 2002, 2004)